# Valeyres-sous-Ursins
Valeyres-sous-Ursins es una comuna suiza del cantón de Vaud, situada en el distrito de Jura-Nord vaudois. Limita al noreste con la comuna de Pomy, al sureste con Ursins, al sur con Essertines-sur-Yverdon, y al oeste y noroeste con Yverdon-les-Bains.
La comuna formó parte hasta el 31 de diciembre de 2007 del distrito de Yverdon, círculo de Belmont-sur-Yverdon.

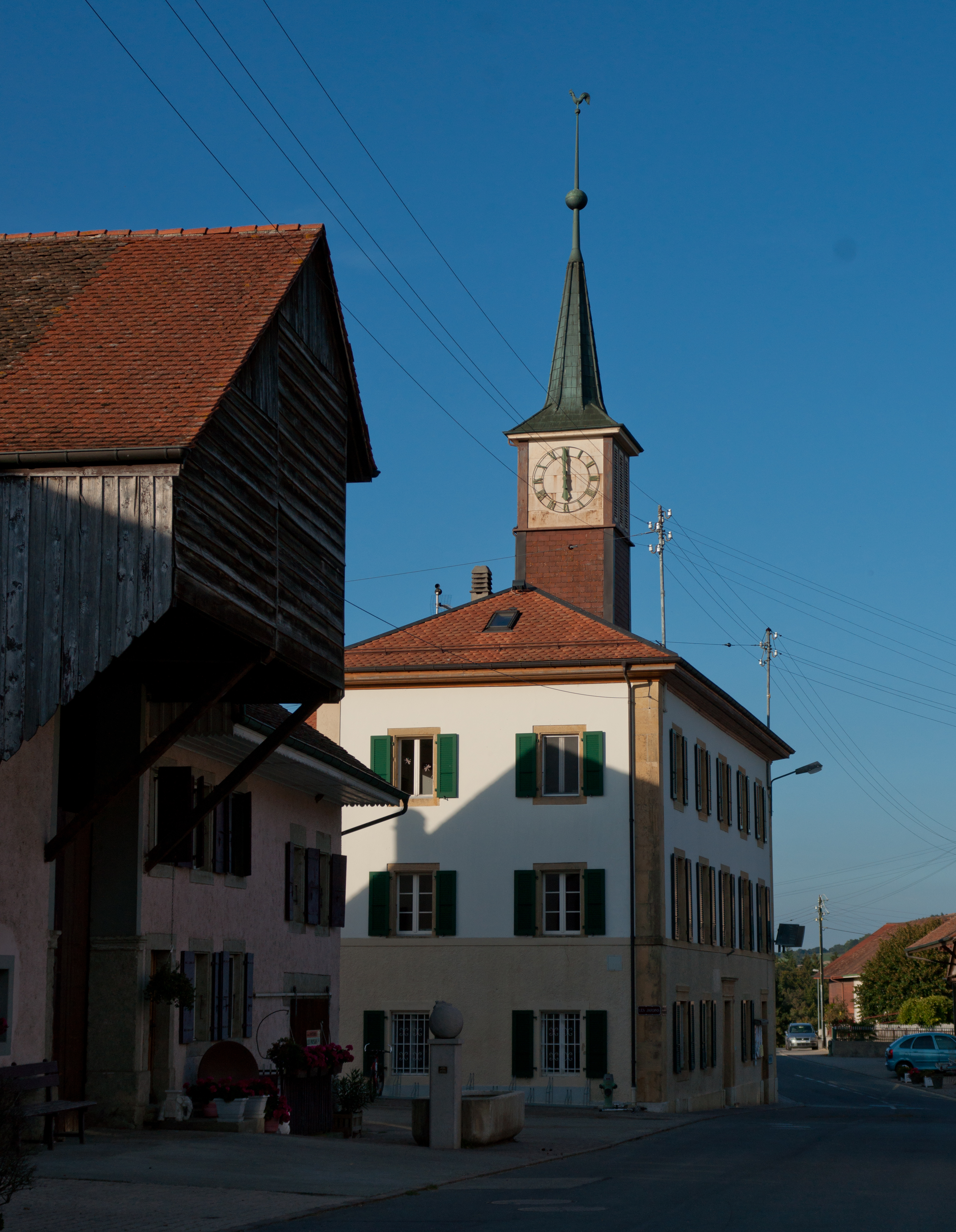
Sede del gobierno local.